# كيفن سكينر
كيفن سكينر (بالإنجليزية: Kevin Skinner)‏ (24 نوفمبر 1927 بدنيدن في نيوزيلندا - 21 يوليو 2014 بأوكلاند في نيوزيلندا) هو لاعب اتحاد الرغبي وملاكم نيوزلندي صنّف ضمن فئة وزن ثقيل.

## روابط خارجية
- كيفن سكينر عل موقع إسبنسكروم (الإنجليزية)
- كيفن سكينر على موقع قاعة نيوزيلندا للمشاهير الرياضية (الإنجليزية)